# Calliphora grahami
Calliphora grahami är en tvåvingeart som beskrevs av Aldrich 1930. Calliphora grahami ingår i släktet Calliphora och familjen spyflugor. Inga underarter finns listade i Catalogue of Life.